# Icona Pop-diszkográfia
Ez a szócikk az Icona Pop nevű svéd duó diszkográfiája, mely 2 stúdióalbumot, 13 videoklipet, 4 EP-t, 16 kislemezt tartalmaz.

## Stúdió albumok
| Cím                  | Album megjelenés                                                                                         | Legjobb slágerlistás helyezés | Legjobb slágerlistás helyezés | Legjobb slágerlistás helyezés | Legjobb slágerlistás helyezés | Legjobb slágerlistás helyezés | Legjobb slágerlistás helyezés | Legjobb slágerlistás helyezés | Legjobb slágerlistás helyezés |
| Cím                  | Album megjelenés                                                                                         | SWE                           | AUS                           | FRA                           | GER                           | IRE                           | SWI                           | UK                            | US                            |
| -------------------- | --- | ----------------------------- | ----------------------------- | ----------------------------- | ----------------------------- | ----------------------------- | ----------------------------- | ----------------------------- | ----------------------------- |
| Icona Pop            | - Megjelent: 2012. november 14. - Label: TEN - Formátum: CD, Digitális letöltés, LP                      | 55                            | —                             | —                             | —                             | —                             | —                             | —                             | —                             |
| This Is... Icona Pop | - Megjelent: 2013. szeptember 20. - Label: TEN, Big Beat Records - Fortmátum: CD, Digitális letöltés, LP | —                             | 62                            | 185                           | 99                            | 65                            | 46                            | 86                            | 36                            |

## EP-k
| Cím                                  | EP megjelenés                                                                    | Legjobb slágerlistás helyezés |
| Cím                                  | EP megjelenés                                                                    | SWE                           |
| ------------------------------------ | -------------------------------------------------------------------------------- | ----------------------------- |
| Nights Like This                     | - Megjelenés: 2011. október 10. - Label: TEN - Formátum: CD, Digitális letöltés  | —                             |
| Iconic                               | - Megjelenés: 2012. augusztus 1. - Label: TEN - Formátum: CD, Digitális letöltés | —                             |
| Emergency                            | - Megjelent: 2015. július 17. - Label: TEN - Formátum: CD, Digitális letöltés    | —                             |
| Så mycket bättre 2017 – Tolkningarna | - Megjelent: 2017. december 29. - Label: TEN - Formátum: CD, Digitális letöltés  | 39                            |

## Kislemezek

### Önálló előadóként
| Cím                                                                   | Év   | Legjobb slágerlistás helyezések | Legjobb slágerlistás helyezések | Legjobb slágerlistás helyezések | Legjobb slágerlistás helyezések | Legjobb slágerlistás helyezések | Legjobb slágerlistás helyezések | Legjobb slágerlistás helyezések | Legjobb slágerlistás helyezések | Legjobb slágerlistás helyezések | Legjobb slágerlistás helyezések | Legjobb slágerlistás helyezések | Díjak, jelölések | Album                                |
| Cím                                                                   | Év   | SWE                             | AUS                             | AUT                             | CAN                             | GER                             | IRE                             | NZ                              | SWI                             | UK                              | US                              | US Dance                        | Díjak, jelölések | Album                                |
| --------------------------------------------------------------------- | ---- | ------------------------------- | ------------------------------- | ------------------------------- | ------------------------------- | ------------------------------- | ------------------------------- | ------------------------------- | ------------------------------- | ------------------------------- | ------------------------------- | ------------------------------- | --- | ------------------------------------ |
| "Manners"                                                             | 2011 | —                               | —                               | —                               | —                               | —                               | —                               | —                               | —                               | —                               | —                               | —                               | | Icona Pop                            |
| "I Love It" (featuring Charli XCX)                                    | 2012 | 2                               | 3                               | 3                               | 9                               | 3                               | 8                               | 9                               | 10                              | 1                               | 7                               | 2                               | - ARIA: 5× Platina - BPI: Platina - BVMI: Platina - GLF: Platina - IFPI AUT: Arany - IFPI SWI: Platina - MC: 4× Platina - RIAA: 4× Platina - RMNZ: Arany | Icona Pop and This Is... Icona Pop   |
| "We Got the World"                                                    | 2012 | 29                              | —                               | —                               | —                               | —                               | —                               | —                               | —                               | —                               | —                               | —                               | | Icona Pop and This Is... Icona Pop   |
| "Girlfriend"                                                          | 2013 | 57                              | 55                              | 27                              | —                               | 17                              | —                               | —                               | 73                              | —                               | —                               | —                               | - GLF: Arany | This Is... Icona Pop                 |
| "All Night"                                                           | 2013 | —                               | 65                              | 43                              | 57                              | 66                              | 20                              | —                               | 75                              | 31                              | —                               | 1                               | - MC: Arany | This Is... Icona Pop                 |
| "Just Another Night"                                                  | 2014 | —                               | —                               | —                               | —                               | —                               | —                               | —                               | —                               | —                               | —                               | 36                              | | This Is... Icona Pop                 |
| "Get Lost"                                                            | 2014 | 58                              | —                               | —                               | —                               | —                               | —                               | —                               | —                               | —                               | —                               | 34                              | | Nem album dal                        |
| "Emergency"                                                           | 2015 | 19                              | —                               | —                               | 99                              | —                               | —                               | —                               | —                               | —                               | —                               | 1                               | - GLF: 2× Platina | Emergency EP                         |
| "Someone Who Can Dance"                                               | 2016 | 56                              | —                               | —                               | —                               | —                               | —                               | —                               | —                               | —                               | —                               | —                               | | Nem album dal                        |
| "Brightside"                                                          | 2016 | 82                              | —                               | —                               | —                               | —                               | —                               | —                               | —                               | —                               | —                               | —                               | | Nem album dal                        |
| "Girls Girls"                                                         | 2017 | 53                              | —                               | —                               | —                               | —                               | —                               | —                               | —                               | —                               | —                               | —                               | | Nem album dal                        |
| "Det måste gå"                                                        | 2017 | 61                              | —                               | —                               | —                               | —                               | —                               | —                               | —                               | —                               | —                               | —                               | | Så mycket bättre 2017 – Tolkningarna |
| "They're Building Walls Around Us"                                    | 2017 | 39                              | —                               | —                               | —                               | —                               | —                               | —                               | —                               | —                               | —                               | —                               | | Så mycket bättre 2017 – Tolkningarna |
| "Not Too Young"                                                       | 2017 | 55                              | —                               | —                               | —                               | —                               | —                               | —                               | —                               | —                               | —                               | —                               | | Så mycket bättre 2017 – Tolkningarna |
| "Heart in the Air"                                                    | 2017 | 70                              | —                               | —                               | —                               | —                               | —                               | —                               | —                               | —                               | —                               | —                               | | Så mycket bättre 2017 – Tolkningarna |
| "Rhythm in My Blood"                                                  | 2018 | —                               | —                               | —                               | —                               | —                               | —                               | —                               | —                               | —                               | —                               | —                               | | nem album dal                        |
| "Next Mistake"                                                        | 2019 | —                               | —                               | —                               | —                               | —                               | —                               | —                               | —                               | —                               | —                               | —                               | | nem album dal                        |
| "—" nem volt slágerlistás helyezés, vagy nem jelent meg az országban. |      |                                 |                                 |                                 |                                 |                                 |                                 |                                 |                                 |                                 |                                 |                                 | |                                      |

### Közreműködő előadóként
| "Mind Your Manners" (Chiddy Bang featuring Icona Pop)                   | 2011 | 11 | 32 | —  | Breakfast     |
| "Never Been in Love" (Cobra Starship featuring Icona Pop)               | 2014 | 66 | —  | —  | nem album dal |
| "Ride" (Lowell featuring Icona Pop)                                     | 2015 | —  | —  | —  | nem album dal |
| "Weekend" (Louis the Child featuring Icona Pop)                         | 2016 | —  | —  | —  | nem album dal |
| "Windows" (Felix Snow featuring Icona Pop)                              | 2016 | —  | —  | —  | nem album dal |
| "Let You Down" (Peking Duk featuring Icona Pop)                         | 2017 | 37 | —  | —  | nem album dal |
| "Faded Away" (Sweater Beats featuring Icona Pop)                        | 2018 | —  | —  | —  | nem album dal |
| "Bitches" (Tove Lo featuring Charli XCX, Icona Pop, Elliphant and Alma) | 2018 | —  | —  | —  | nem album dal |
| "X's" (Grx and CMC$ featuring Icona Pop)                                | 2018 | —  | —  | —  | nem album dal |
| "Sink Deeper" (Moti featuring Icona Pop)                                | 2019 | —  | —  | —  | nem album dal |
| "We Got That Cool" (Yves V and Afrojack featuring Icona Pop)            | 2019 | —  | —  | 68 | nem album dal |
| "Freak on Me" (Ricky Retro featuring Icona Pop)                         | 2019 | —  | —  | —  | nem album dal |
| "—" nem volt slágerlistás helyezés, vagy nem jelent meg az országban.   |      |    |    |    |               |

### Egyéb megjelenések
| Cím                                                                | Év   | Album                                      |
| ------------------------------------------------------------------ | ---- | ------------------------------------------ |
| "Let's Go" (Tiësto featuring Icona Pop)                            | 2014 | A Town Called Paradise                     |
| "Move Your Feet/D.A.N.C.E./It's a Sunshine Day" (with Trolls cast) | 2016 | Trolls: Original Motion Picture Soundtrack |
| "I'm Coming Out/Mo Money Mo Problems" (with Trolls cast)           | 2016 | Trolls: Original Motion Picture Soundtrack |
| "Can't Stop the Feeling" (with Trolls cast)                        | 2016 | Trolls: Original Motion Picture Soundtrack |

### Promóciós kislemezek
| Cím                                  | Év   | Album                              |
| ------------------------------------ | ---- | ---------------------------------- |
| "Ready for the Weekend"              | 2012 | Icona Pop and This Is... Icona Pop |
| "In the Stars"                       | 2013 | This Is... Icona Pop               |
| "My Party" (featuring Ty Dolla Sign) | 2014 | Icona Pop                          |

## Zenei videók
| Cím                                                  | Év   | Rendező          |
| ---------------------------------------------------- | ---- | ---------------- |
| "Manners"                                            | 2011 | Johannes Ring    |
| "Nights Like This"                                   | 2011 | Tim Erem         |
| "I Love It"                                          | 2012 | Fredrik Etoall   |
| "We Got the World"                                   | 2012 | Fredrik Etoall   |
| "Girlfriend"                                         | 2013 | Tim Nackashi     |
| "All Night"                                          | 2013 | Dori Oskowitz    |
| "Just Another Night"                                 | 2013 | Marc Klasfeld    |
| "On a Roll"                                          | 2014 | Gary Coogan      |
| "Sun Goes Down" (featuring The Knocks and St. Lucia) | 2014 | unknown          |
| "Emergency"                                          | 2015 | Christian Larson |
| "Weekend"                                            | 2016 | RJ Sanchez       |
| "Brightside"                                         | 2016 | Christine Juan   |
| "All My Girls"                                       | 2018 | unknown          |